# Мрамор (Раец)
Вижте пояснителната страница за други значения на Мрамор.
Мрамор (на македонска литературна норма: Мрамор) е бивше село в Северна Македония, на територията на Община Кавадарци.

## География
Селото е било разположено в областта Раец, на десния бряг на река Раец западно от село Раец.

## История
В XIX век Мрамор е село в Тиквешка кааза на Османската империя. В „Етнография на вилаетите Адрианопол, Монастир и Салоника“, издадена в Константинопол в 1878 година и отразяваща статистиката на населението от 1873 година, Мрамор (Mramor) е посочено като село с 41 домакинства и 185 жители българи.
Според статистиката на Васил Кънчов („Македония. Етнография и статистика“) от 1900 година Мрамор има 233 жители всички българи християни.
В 2000 година по инициатива на изселниците от Мрамор върху руините на старата църква „Свети Анатасий“ е изградена нова.